# Never Gonna Give You Up
〈Never Gonna Give You Up〉는 릭 애스틀리가 부른 곡으로 릭 애스틀리의 첫 싱글이기도 하다. 스톡 에이트켄 워터맨(Stock, Aitken & Waterman)이 프로듀싱, 작곡을 했다. 이 곡이 수록된 《Whenever You Need Somebody》 앨범은 발매 이후 수백만 장의 판매고를 올리는 등 큰 인기를 얻었다.
이 곡은 1988년 3월 빌보드 핫 100 차트에서 2주 동안 연속 1위를 기록했고, 영국에서 약 5주 동안 연속 1위를 기록했다. 이어 독일과 미국, 남아프리카 공화국, 벨기에 등지에서 1위를 차지하며 세계적으로 인기를 끌었다. 특히 1988년 열린 브릿 어워드에서는 최고의 싱글로 선정되었다.

## 곡 목록
7" single
1. "Never Gonna Give You Up" (7" Vocal mix) – 3:32
2. "Never Gonna Give You Up" (Instrumental) – 3:30

12" maxi
1. "Never Gonna Give You Up" (Cake mix) – 5:46
2. "Never Gonna Give You Up" (Instrumental) – 6:19
3. "Never Gonna Give You Up" – 3:32
4. "Never Gonna Give You Up" (Escape to New York mix) – 7:01
5. "Never Gonna Give You Up" (Escape from Newton mix) – 6:23

12" maxi
1. "Never Gonna Give You Up" (Cake mix) – 5:48
2. "Never Gonna Give You Up" (Instrumental) – 6:21
3. "Never Gonna Give You Up" – 3:32

12" single
1. "Never Gonna Give You Up" (Escape from Newton mix) – 6:30
2. "Never Gonna Give You Up" (Escape to New York mix) – 7:00

## 인터넷 밈으로
이 곡의 강렬한 도입부는 훗날 인터넷 밈 릭롤링에 쓰이게 되는 계기가 되었다. 여러 웹 사이트 등에서 전혀 연관이 없어 보이는 영상의 링크를 클릭하면, "Never Gonna Give You Up"의 뮤직비디오로 연결되는 것이다. 단순한 인터넷 상에서의 낚시로 여겨졌던 릭롤링은 해당 곡, 나아가 릭 애스틀리 본인이 다시 알려지는 계기가 되기도 했다.

## 인증 및 판매량
| 국가                                                                                         | 인증        | 판매량/출하량 |
| -------------------------------------------------------------------------------------------- | ----------- | ------------- |
| 오스트레일리아 (ARIA)                                                                        | 골드        | 35,000^       |
| 캐나다 (뮤직 캐나다)                                                                         | 골드        | 50,000^       |
| 덴마크 (IFPI Danmark)                                                                        | 플래티넘    | 90,000        |
| 프랑스 (SNEP)                                                                                | 실버        | 250,000*      |
| 독일 (BVMI)                                                                                  | 골드        | 500,000^      |
| 이탈리아 (FIMI)                                                                              | 골드        | 35,000        |
| 네덜란드 (NVPI)                                                                              | 플래티넘    | 100,000^      |
| 스웨덴 (GLF)                                                                                 | 골드        | 25,000^       |
| 영국 (BPI) Physical release                                                                  | 골드        | 766,000       |
| 영국 (BPI) Digital release                                                                   | 2× 플래티넘 | 1,200,000     |
| 미국 (RIAA)                                                                                  | 5× 플래티넘 | 5,000,000     |
| *판매량을 기반으로 한 인증 · ^출하량을 기반으로 한 인증 · 판매량+스트리밍을 기반으로 한 인증 |             |               |

## 같이 보기
- 1988년 빌보드 핫 100 차트 1위 목록